# Ajntap
Ajntap – wieś w Armenii, w prowincji Ararat. W 2011 roku liczyła 8376 mieszkańców.